# Manuel Amoros
Pour les articles homonymes, voir Amoros.
Manuel Amoros, né le 1er février 1962 à Nîmes, est un footballeur international français puis entraîneur. Il joue au poste d'arrière droit du début des années 1980 au milieu des années 1990.

## Carrière de joueur
Manuel Amoros joue son premier match en première division le 26 septembre 1980 (Laval - Monaco). Ce défenseur latéral (droit ou gauche) d'origine espagnole s'impose rapidement dans l'équipe monégasque si bien qu'il débute en équipe de France le 23 février 1982 en match amical face à l'Italie. Manuel Amoros a 20 ans, et il débute l'une des plus  denses carrières du « club France » (82 sélections). Il prend part à la demi-finale de Séville en Coupe du monde 1982 face à l'Allemagne. À moins de 30 secondes de la fin du temps réglementaire, sa frappe s'écrase sur la barre transversale. En 1984, lors du match d'ouverture du Championnat d'Europe, il est expulsé pour un coup de tête sur le Danois Jesper Olsen : il écope de 3 matchs de suspension et ne fera son retour qu'en finale, où le sélectionneur Michel Hidalgo le fait entrer en fin de match. Patrick Battiston simule une blessure pour se faire remplacer par Amoros, estimant alors que son coéquipier « méritait de connaître une finale ».
Il participe avec brio au Mondial au Mexique en 1986 et décroche la médaille de bronze. Il est également présent lors du Championnat d'Europe disputé en Suède dans lequel la France ne passe pas le premier tour. 
Sa carrière professionnelle en club s'envole au plus haut niveau avec l'Olympique de Marseille (il fait partie de l'effectif vainqueur la Ligue des champions de l'UEFA en 1993 - réserviste, il n'a pas disputé la finale victorieuse contre l'AC Milan). Son salaire est estimé à un million de francs par mois, ce qui constitue un record. Il est également l'auteur du tir au but malheureux lors de la finale de la Coupe d'Europe des Clubs Champions en 1991 lorsque l'OM se fait battre par l'Étoile Rouge de Belgrade à Bari. En 1988, il participe au Jubilé Roger-Milla, son fidèle ami qu'il avait croisé à Monaco.
Le 19 février 1992, lors d'un match contre l'Angleterre, Manuel Amoros devient le recordman du nombre de sélections devant Maxime Bossis, avec 77 sélections. Il porte ce record à 82 sélections, avant d'être dépassé à son tour par Didier Deschamps en 1999. La carrière du latéral marseillais s'arrête après l'échec à l'Euro 1992 en Suède à seulement 30 ans. Rappelé pour le premier match amical contre le Brésil en août suivant, il ne joue pas. Par la suite, sa saison compliquée avec l'OM ne lui permet pas de retrouver le maillot bleu. Il est transféré à l'Olympique Lyonnais en 1993, puis retrouve, pour sa dernière saison, l'OM, alors en deuxième division. Au total, il joue 461 matchs en D1 (voir ses statistiques détaillées à ce sujet). 
Manuel Amoros était un latéral très technique, à l'image des latéraux modernes comme Daniel Alves, débordant sur son côté droit et adressant des centres très précis.
En novembre 1998, deux ans après avoir arrêté sa carrière, il retrouve le terrain, avec l'AS Saint-Rémy de Provence, club de DH, pour le cinquième tour de la Coupe de France.
En février 2010, il est élu meilleur latéral droit de l'histoire de l'Olympique de Marseille.

## Carrière d'entraîneur
Il entame sa carrière d'entraineur en Division d'Honneur avec Saint-Rémy-de-Provence en 2000 (une demi saison). En janvier 2002, il est diplômé du DEF (Diplôme d'entraîneur de football). Il poursuit avec le club tunisien du CS Sfax en 2002 (cinq mois) avant de signer pour six mois en 2004 comme adjoint du Koweit.
Après avoir été de courte durée coordinateur de l'équipe des Comores, il est nommé sélectionneur du Bénin pour une durée de deux ans en janvier 2012.
En juin 2013, d'un commun accord avec Anjorin Moucharafou, le président de la fédération béninoise de football, il met fin à son contrat pour des raisons d'ingérences de ce dernier.

## Statistiques détaillées
| Saison    | Club                   | Championnat | Championnat | Championnat | Championnat | Coupe de France | Coupe de France | Coupe d’Europe | Coupe d’Europe | Coupe d’Europe | France | France | TOTAL  | TOTAL |
| Saison    | Club                   | Pays        | Division    | Matchs      | Buts        | Matchs          | Buts            | Coupe          | Matchs         | Buts           | Matchs | Buts   | Matchs | Buts  |
| --------- | ---------------------- | ----------- | ----------- | ----------- | ----------- | --------------- | --------------- | -------------- | -------------- | -------------- | ------ | ------ | ------ | ----- |
| 1980-1981 | AS Monaco              |             | Division 1  | 18          | 0           | 4               | 0               | -              | -              | -              | -      | -      | 22     | 0     |
| 1981-1982 | AS Monaco              |             | Division 1  | 30          | 2           | 5               | 0               | C3             | 2              | 0              | 9      | 0      | 46     | 2     |
| 1982-1983 | AS Monaco              |             | Division 1  | 35          | 6           | 3               | 0               | C1             | 2              | 0              | 6      | 0      | 46     | 6     |
| 1983-1984 | AS Monaco              |             | Division 1  | 35          | 8           | 10              | 0               | -              | -              | -              | 8      | 0      | 53     | 18    |
| 1984-1985 | AS Monaco              |             | Division 1  | 36          | 2           | 9               | 1               | C3             | 2              | 0              | 5      | 0      | 52     | 3     |
| 1985-1986 | AS Monaco              |             | Division 1  | 28          | 2           | 1               | 1               | C2             | 2              | 0              | 11     | 1      | 43     | 4     |
| 1986-1987 | AS Monaco              |             | Division 1  | 34          | 4           | 4               | 0               | -              | -              | -              | 6      | 0      | 44     | 4     |
| 1987-1988 | AS Monaco              |             | Division 1  | 37          | 6           | 2               | 0               | -              | -              | -              | 9      | 0      | 48     | 6     |
| 1988-1989 | AS Monaco              |             | Division 1  | 34          | 6           | 9               | 4               | C1             | 6              | 0              | 7      | 0      | 56     | 10    |
| 1989-1990 | Olympique de Marseille |             | Division 1  | 34          | 1           | 5               | 0               | C1             | 8              | 0              | 7      | 0      | 54     | 1     |
| 1990-1991 | Olympique de Marseille |             | Division 1  | 29          | 1           | 6               | 0               | C1             | 7              | 0              | 4      | 0      | 46     | 1     |
| 1991-1992 | Olympique de Marseille |             | Division 1  | 33          | 0           | 3               | 0               | C1             | 4              | 0              | 10     | 0      | 50     | 0     |
| 1992-1993 | Olympique de Marseille |             | Division 1  | 12          | 0           | 3               | 0               | C1             | 3              | 0              | -      | -      | 18     | 0     |
| 1993-1994 | Olympique lyonnais     |             | Division 1  | 34          | 1           | 1               | 0               | -              | -              | -              | -      | -      | 35     | 1     |
| 1994-1995 | Olympique lyonnais     |             | Division 1  | 32          | 2           | 3               | 1               | -              | -              | -              | -      | -      | 35     | 3     |
| 1995-1996 | Olympique de Marseille |             | Division 2  | 16          | 0           | 8               | 0               | -              | -              | -              | -      | -      | 24     | 0     |
|           |                        |             | TOTAL       | 477         | 41          | 76              | 7               | -              | 36             | 0              | 82     | 1      | 671    | 49    |

## Palmarès

### En club
- avec l'AS Monaco
  - Champion de France en 1982 et 1988
  - Vainqueur de la Coupe de France en 1985
  - Vainqueur de la Coupe des Alpes en 1983
  - Finaliste de la Coupe de France en 1984 et en 1989

- avec l'Olympique de Marseille
  - Champion de France en 1990, 1991, 1992
  - Vainqueur de la Ligue des Champions en 1993
  - Finaliste de la Coupe d'Europe des Clubs Champions en 1991 avec l'Olympique de Marseille
  - Finaliste de la Coupe de France en 1991

- autres titres mineurs :
  - Vainqueur du Tournoi de Marseille en 1990 (Olympique de Marseille)
  - Finaliste du Trophée Joan Gamper en 1991 (Olympique de Marseille)
  - Vainqueur du Tournoi de Paris en 1991 (Olympique de Marseille)
  - Deuxième de la Coupe de la Méditerranée en 1991 (Olympique de Marseille)

### En équipe de France
- 82 sélections et 1 but (contre la Belgique, le 28 juin 1986) entre 1982 et 1992
- Champion d'Europe des Nations en 1984
- Vainqueur du Tournoi de France en 1988
- Vainqueur du Tournoi du Koweït en 1990
- Troisième de la Coupe du monde en 1986

## Distinctions individuelles et records
- Élu 4e au Ballon d'Or en 1986
- Élu meilleur joueur français de l'année par France Football en 1986
- Élu meilleur jeune joueur de la Coupe du Monde en 1982
- Élu Onze d'Argent par Onze en 1986
- Nommé dans la Dream Team des 110 ans de l'Olympique de Marseille en 2010[8]
- Membre de l'équipe de l'année World Soccer Awards avec l'équipe de France en 1984 et en 1991
- Membre de l'équipe européenne de l'année France Football avec l'équipe de France en 1984 et en 1991
- Membre du club de l’année France Football avec l'Olympique de Marseille en 1991 et 1992
- Remporte la Ligue des Champions en 1993 avec l'Olympique de Marseille sans une seule défaite
- Recordman avec 82 du nombre de sélections du 27 mai 1992 au 31 mars 1999 (record battu par Didier Deschamps)
- Membre de l'équipe de France alignant 19 matchs sans défaite entre mars 1989 et le 19 février 1992 (record battu le 27 mars 1996 par l'équipe d'Aimé Jacquet)
- Membre de l'équipe de France remportant tous ses matchs éliminatoires du Championnat d'Europe des Nations 1992 (une première en Europe)
- En 2022, le magazine So Foot le classe dans le top 1000 des meilleurs joueurs du championnat de France, à la 9e place[9].